# Dia duit
『Dia duit』（ディア デュイット）は胡桃ちのの4コマ漫画作品。まんがくらぶオリジナル（竹書房刊）にて連載されていた。

## 概要
竹書房の4コマ雑誌専門誌である『まんがくらぶオリジナル』にて2001年1月号から2007年4月号まで連載されていた。単行本は2年単位の発刊ペースで全3巻74話。話のカウントは「Vol.X」（Xは回数。カウントはアラビア数字で表記）。
主に社会人（ないしはそれに比近した年齢となる青年程度の人間）を主役とする現代ものの日常を取り扱っていた、当時の一般向け4コマ漫画というジャンルの中では、珍しく『不思議の国のアリス』をはじめとした、世界の様々な童話や神話をモチーフとした無国籍な世界観の下に現世と冥界の狭間で繰り広げられるドタバタを描いたファンタジーコメディー作品。
当初はメインの舞台となる喫茶店「Dia duit」のウェイトレスであるアリスやオーナーでもあるマスターと店の常連客の周囲で巻き起こるドタバタが物語の主軸であったが、徐々にDia Duitを訪れる客（ゲスト）が持ち込むトラブルと、その解決が物語の主軸になるように内容がシフトしていった。ゲストキャラクターが登場する回では、主なるレギュラー（特にマスターとアリス）の登場人物は狂言回しの位置につく事が多い。
なお連載終了後、同作者同出版社作品である『PaPaPaパラダイス』『セトギワ花ヨメ』とのコラボレーション作品『D.P.S.』が発表されている（この話は『セトギワ花ヨメ』単行本第1巻に収録）。

## あらすじ
Dia duit（ディア・デュイット）は現世と冥界の狭間、ファンタジーの世界にある、未練を残す魂を癒すための喫茶店。
そこで働くのはオーナーでもあるテディベアの「マスター」とウェイトレスの「アリス」。そんな2人の店には常連・新規を問わずクセ者な客が大勢やってきて時にトラブルを巻き起こす。
アリスとマスターは今日もトラブルを時に起こしながら、時に巻き込まれながらDia duitで働き続ける。

## 登場人物
アリス
喫茶店ディア・デュイットでウェイトレスをアルバイトで務める8歳の女児。外見は愛らしいが内面は大阪のオバチャンめいており、かなりの毒舌家。他人の色恋には敏感だが自身への好意には鈍感。酒を呑むと体が伸縮（本人には制御不能）する。
マスター
ディア・デュイットの気のいい店主。ロマンチストに過ぎる等身大のテディベア。かつて猛獣闇バトルで猛者だったと自称している。アリスを雇っているのは彼女の家族のコネによるもの。密かにジーアに惹かれている。
リフ
マスターの真の姿。サーカスの花形スターで空中ブランコを担当していた。ジーアも一発で一目ぼれしてしまうイケメン。自らの家族であったサーカス団が不慮の事故で全滅してしまった際に自分だけが生き残ってしまった事を恥じて嘆き、その悲しみの果てに生きたままディア デュイットのある空間への扉を叩いてしまった。そこで自身が子どもの頃から大事にしていたぬいぐるみのテディと出会い、自身の悲しみが団員たちを現世と冥界の狭間に引き留めてしまっている事を知る。その悲しみを癒すためにテディの姿を借りてマスターとなった。彼の悲しみを時とともに癒す事がディア・デュイットの存在する本来の意義である。
ノエル
ディア・デュイットの仕入取引先であるゾディアック商会の下働き。ウサギ耳を持つ少年で商会の店主ゾディアックの義弟。
元は実母からの児童虐待によって3歳で命を落とした幼児の魂で、自らが虐待で死んだ自覚がないために、あの世に行けなくなってしまっている。
アリスに強い恋愛感情を抱いている。
ゾディアック
ゾディアック商会の店主にしてノエルの義兄であるキツネ耳の青年。虐待によって死に、状況が分からないが故にあの世に行けなくなってしまった、ノエルを拾い養っている。
偽悪的で皮肉屋だが、陽気な好人物でもある。マスターの飲み友達。
ジーア
ディア・デュイットの常連の毛糸（編み物）屋。おしとやかで上品な、マスター憧れの女性。自らの指で森羅万象から毛糸を紡ぎ取る。その能力ゆえにやりすぎてマスターを知らず知らずのうちにハゲにしてしまう事も。
実は二口女の亜種的存在な人物で後頭部にダークジーアと呼ばれる、もう一つの顔を持つ。こちらの顔は皮肉屋で意地悪ぶりが目立ち、そして大喰らい。
ヴィヴィ
ディア・デュイットの常連の人魚。専業主婦で二人の子持ち。夫は半魚人の漁師。
格好をつけたがる悪い癖があり、いつも二本足があるつもりで席から立ち上がってコケる。
死神
ディア・デュイットの常連客の一人。文字通り死んだ人間の魂を現世から迎えて冥界に送る死神であり、鎌を持ったガイコツ。
にょろぴ
ディア・デュイットの庭に生えている食用の植物。本作のマスコット的存在。

## 単行本
竹書房刊 バンブーコミックス A5版 全3巻
- Dia Duit ≪ディア デュイット≫ Vol.1 (2003年3月17日 初版発行) ISBN 4-8124-5767-X
- Dia Duit ≪ディア デュイット≫ Vol.2 (2005年6月17日 初版発行) ISBN 4-8124-6169-3
- Dia Duit ≪ディア デュイット≫ Vol.3 (2007年6月17日 初版発行) ISBN 978-4-8124-6589-9